# No god but God : The Origins, Evolution, and Future of Islam
No god but God : The Origins, Evolution, and Future of Islam (ISBN 1-4000-6213-6) är en bok skriven av Reza Aslan. Aslan medverkade på HBO's "Real Time with Bill Maher" den 22 september 2006, för att prata om boken.